# Ростовское книжное издательство
«Росто́вское кни́жное изда́тельство» — советское государственное и российское частное издательство. Основано в 1920 году в Ростове-на-Дону. Ликвидировано в 2012 году.

## История
Основано в 1920 году. В 1963 году перешло в подчинение Государственному комитету Совета министров РСФСР по печати.
Специализировалось на выпуске массово-политической, производственно-технической, сельскохозяйственной, художественной и краеведческой литературы. Выпускало книжную серию «Донская библиотечка передового опыта».
В 1995 году было преобразовано в закрытое акционерное общество «Росизда́т». В 2012 году было ликвидировано.
| Статистика по объёмам производства. 1979–1990 годы | Статистика по объёмам производства. 1979–1990 годы | Статистика по объёмам производства. 1979–1990 годы | Статистика по объёмам производства. 1979–1990 годы | Статистика по объёмам производства. 1979–1990 годы | Статистика по объёмам производства. 1979–1990 годы | Статистика по объёмам производства. 1979–1990 годы | Статистика по объёмам производства. 1979–1990 годы |
| —                                                  | 1979                                               | 1980                                               | 1982                                               | 1983                                               | 1984                                               | 1985                                               | 1990                                               |
| -------------------------------------------------- | -------------------------------------------------- | -------------------------------------------------- | -------------------------------------------------- | -------------------------------------------------- | -------------------------------------------------- | -------------------------------------------------- | -------------------------------------------------- |
| Книг и брошюр, печатных единиц                     | 83                                                 | 85                                                 | 86                                                 | 87                                                 | 95                                                 | 86                                                 | 67                                                 |
| Тираж, млн экз.                                    | 2,8                                                | 1,8305                                             | 2,4345                                             | 2,58                                               | 3,0564                                             | 2,9408                                             | 1,9192                                             |
| Печатных листов-оттисков, млн                      | н. д.                                              | 20,9042                                            | 29,0316                                            | 25,3226                                            | 35,1481                                            | 35,113                                             | 30,1                                               |